# Štěchov
Obec Štěchov (do roku 1918 Sčechov, moravsky Ščechov, německy Sczechow či Stiechow) se nachází v okrese Blansko v Jihomoravském kraji. Žije zde 197 obyvatel. Obec se dělí na dvě části, vlastní Štěchov a vesnici Lačnov.

## Historie
První písemná zmínka o obci pochází z roku 1385, kdy Štěchov patřil (až do roku 1666) do vlastnictví lysického panství. Poté přešel pod panství drnovskému a posléze lysické. Součástí obce je dále ještě osada Lačnov, o níž je první historická zpráva z roku 1540.

## Pamětihodnosti
- Kaple svatého Jana Nepomuckého
- Kříž